# Горе Фахреддина
«Горе Фахреддина» (азерб. موصیبت فخرالدین, Müsibət-Fəxrəddin) — трагедия, написанная азербайджанским драматургом Наджаф-беком Везировым в 1896 году. Это первая в азербайджанской драматургии трагедия. В этом произведении создан образ молодого дворянина-либерала, борющегося против патриархальных порядков, за преобразование помещичьего хозяйства.
В 1902 году впервые в Баку был издан сборник Наджаф бека Везирова, включавший пять его пьес, среди которых была и «Горе Фахреддина». Остальные пьесы — «Герои современности», «Невидимка», «Из-под дождя да под ливень» и «Картинка домашнего воспитания». В этом же году трагедия была поставлена под личным руководством Везирова и при участии таких артистов как Гусейн Араблинский и Гусейнкули Сарабский.
В ноябре 1916 года с участием Мирзы Аги Алиева пьеса вновь готовилась к постановке. По просьбе постановщиков, Везиров ежедневно приходил, следил за ходом репетиций и давал нужные указания. Но не хватало актрисы, которая сыграла бы роль бабушки Ури (Уринана). А когда Мирза Ага Алиев спросил Везирова, почему он вводит в свои пьесы так много женщин, коль на азербайджанской сцене отсутствует женский персонаж, Везиров ответил, что «мы, азербайджанские драматурги, при написании пьес имеем ввиду не только современный этап нашей жизни и нашу сегодняшнюю среду. Придёт время, наука и культура шагнут так далеко, что на сцене женщин будет куда больше чем мужчин». Наконец, 22 ноября 1916 года состоялась постановка пьесы. А роль бабушки Ури, надев женское платье и спрятав усы и бороду под платочек, сыграл сам Наджаф-бек Везиров. Мирза Ага Алиев вспоминал, что Везиров «вполне справился с этой ролью и успешно довёл её до конца».